# Mănăstirea Cașin
Mănăstirea Cașin is een Roemeense gemeente in het district Bacău.
Mănăstirea Cașin telt 5561 inwoners.